# Мериј Петкиј (Илфов)
Мериј Петкиј (рум. Merii Petchii) насеље је у Румунији у округу Илфов у општини Нучи. Oпштина се налази на надморској висини од 81 m.

## Становништво
Према подацима из 2002. године у насељу је живело 1077 становника, од којих су сви румунске националности.